# Bastei (rotsformatie)

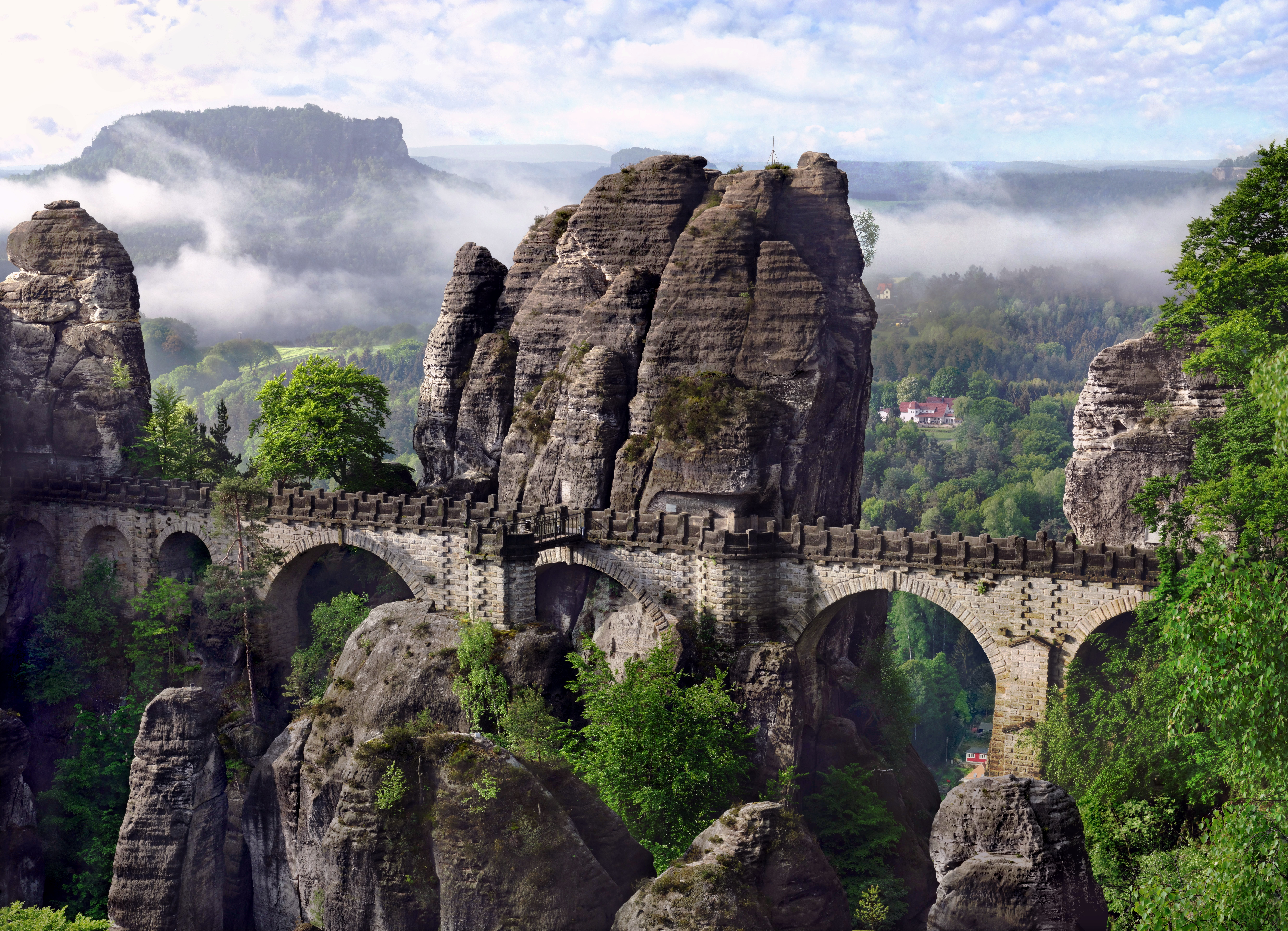
De Bastei vanaf het uitzichtpunt Ferdinandstein

De Bastei is een rotsformatie met een hoogte van 305 meter en een uitzichtsplatform in de Duitse streek Saksisch Zwitserland (deelstaat Saksen) op de rechter oever van de Elbe, tussen het kuuroord Rathen en Stadt Wehlen. Het behoort tot de meestbezochte toeristische attracties van Saksisch Zwitserland. Van de Bastei loopt het smalle rotsrif over 194 meter steil af naar de Elbe. De berg biedt uitzicht over het Elbedal en over het Elbezandsteengebergte. Op de hoogvlakte achter de Bastei bevindt zich een hotel met een restaurant. De Bastei vormt onderdeel van het Nationaal Park Sächsische Schweiz en van een klimgebied dat doorloopt tot in Tsjechië en Boheems Zwitserland.
De Bastei vormt al meer dan 200 jaar een toeristische attractie. Reeds in 1824 werd een houten brug gebouwd om verschillende rotsen onderling bereikbaar te maken voor bezoekers. In 1851 werd deze brug vervangen door de huidige Basteibrug, die opgebouwd is uit zandsteen. De rotsformaties en het uitzicht inspireerden kunstenaars als Caspar David Friedrich tot het maken van schilderijen.
Zo'n drie kilometer ten zuiden van de Bastei, stroomopwaarts langs de Elbe, ligt de Vesting Königstein, een burcht bij Königstein.